# Eusarca superaria
Eusarca superaria là một loài bướm đêm trong họ Geometridae.